# NGC 1305
NGC 1305 في الفهرس العام الجديد، هي مجرة، تقع في كوكبة النهر. اكتشفت في 4 يناير 1864 بواسطة هاينريش لويس دريست.

## روابط خارجية
- NGC 1305 على موقع ويكي سكاي: DSS2, SDSS, GALEX, IRAS, Hydrogen α, X-Ray, Astrophoto, Sky Map, Articles and images